# ريهيا موريشيتا
ريهيا موريشيتا (باليابانية: 森下 怜哉) (1 نوفمبر 1998 في أوساكا في اليابان – )؛ هو لاعب كرة قدم ياباني سابق كان يلعب كمدافع.

## وصلات خارجية
- ريهيا موريشيتا على موقع رابطة كرة القدم اليابانية للمحترفين (اليابانية)
- ريهيا موريشيتا على موقع قاعدة بيانات كرة القدم.إي يو (الإنجليزية)
- ريهيا موريشيتا على موقع Soccerway.com (الإنجليزية)
- ريهيا موريشيتا على موقع عالم كرة القدم.نت (الإنجليزية)
- ريهيا موريشيتا على موقع كووورة